# Agris

Agris este o comună în departamentul Charente, Franța. În 2009 avea o populație de 823 de locuitori.